# أولاد الباز (سيدي موسى لمهاية)
أولاد الباز هي إحدى مشيخات المملكة المغربية، تتبع جغرافيا لعمالة وجدة أنكاد وإداريًا لسيدي موسى لمهاية. يقدر عدد سكانها بـ 94 نسمة حسب الإحصاء الرسمي للسكان والسكنى لسنة 2004.